# Geher-Länderkampf der Frauen 1983 Dänemark – BR Deutschland
| 9. Leichtathletik-Länderkampf mit bundesdeutscher Beteiligung 1983 | 9. Leichtathletik-Länderkampf mit bundesdeutscher Beteiligung 1983 |
| ------------------------------------------------------------------ | ------------------------------------------------------------------ |
|                                                                    |                                                                    |
| Geher-Vergleich der Frauen: BR Deutschland – Dänemark              |                                                                    |
| Austragungsort                                                     | Sønder Omme Sogn                                                   |
| Wettbewerbe                                                        | 1                                                                  |
| Datum                                                              | 25. Juni                                                           |
| 1. DNK 2. FRG                                                      | 12 P 10 P                                                          |
| Chronik                                                            |                                                                    |
| ← FRA-FRG Geher (M)                                                | Springer: FRA-FRG-SUI-ESP00 Werfer: FRA-FRG-SUI (M) →              |

Im neunten Vergleich des Länderkampfjahres 1983 traten die bundesdeutschen Geherinnen am 25. Juni zu ihrem zweiten Länderkampf in diesem Jahr an. Dabei kam es im dänischen Örtchen Sønder Omme Sogn zum ersten Aufeinandertreffen mit Dänemark in einem Zweiländerkampf. Zuvor hatte es allerdings fünf Begegnungen mit den Däninnen gegeben, an denen jeweils weitere Länder beteiligt gewesen waren. Die Bundesrepublik hatte dabei drei Mal als Zweiter hinter Schweden vor Frankreich und zwei Mal als Zweiter hinter Frankreich abgeschlossen. Dänemark hatte in all diesen Länderkämpfen hinter der Bundesrepublik gelegen.

## Modus
Ausgetragen wurde ein Wettbewerb im Bahngehen über 5000 Meter. Jede Nation konnte vier Geherinnen stellen, von denen die drei Besten gewertet wurden. Die Punkte wurden verteilt wie folgt: 1. Platz: 7 Punkte / 2. Pl.: 5 P / 3. Pl.: 4 P / 4. Pl.: 3 P…

## Ergebnis
Die drei gewerteten dänischen Geherinnen belegten die Ränge eins, drei und sechs. Damit ging die Länderkampfwertung in diesem Duell zum ersten Mal an Dänemark. Mit zehn zu zwölf Punkten musste sich das bundesdeutsche Team geschlagen geben.

## Resultat

### 5000-m-Bahngehen
| Platz | Athletin            | Land | Zeit (min) |
| ----- | ------------------- | ---- | ---------- |
| 1     | Gunhild Kristiansen | DNK  | 24:37,5    |
| 2     | Ingrid Adam         | FRG  | 24:41,1    |
| 3     | Karin Jensen        | DNK  | 24:49,7    |
| 4     | Jutta Schwoche      | FRG  | 25:03,0    |
| 5     | Brigitte Bück       | FRG  | 25:13,5    |
| 6     | Ulla Kristiansen    | DNK  | 25:25,8    |
| 7     | Renate Bauch        | FRG  | 25:56,3    |
| 8     | Lene Cassedy        | DNK  | 26:02,3    |